# Neuropsykologi
Neuropsykologi är läran om de relationer som finns mellan beteende och hjärnans funktion. Neuropsykologiska studier intresserar sig för hur olika delar av hjärnan påverkar beteendet och vilka delar som kontrollerar olika områden som stress, minne och depression. Sambandet mellan beteendet och hjärnan studeras ur olika synvinklar och under olika tillstånd, exempelvis när personen löser olika typer av praktiska eller känslomässiga uppgifter, är vakna eller sover.
Neuropsykologin fördjupar sig också inom hur hormoner och olika kemiska processer påverkar människans psyke. Man är även intresserad av att studera nervsystemets funktion. Neuropsykologin drar nytta av information från många olika områden, exempelvis anatomi, biologi, biofysik, filosofi och fysiologi. Den centrala fokusen inom disciplinen är att utveckla kunskap om mänskligt beteende baserat på hjärnans funktion och den neuropsykologisk forskningen kan utnyttjas för att förstå hjärnskadors inverkan på beteendet.

## Utveckling
Neuropsykologin är en relativt ung disciplin. Kärnan i forskningen var – och har förblivit – strävan att genom god diagnostik och behandling hjälpa hjärnskadade. Därför har ambitionerna att förstå mänskliga neuropsykologiska system utvecklats parallellt med viktigt sjukvårdsarbete. Forskning inom angränsade områden har lett till att neuropsykologin idag är en uttalad vetenskaplig disciplin.

### Historia

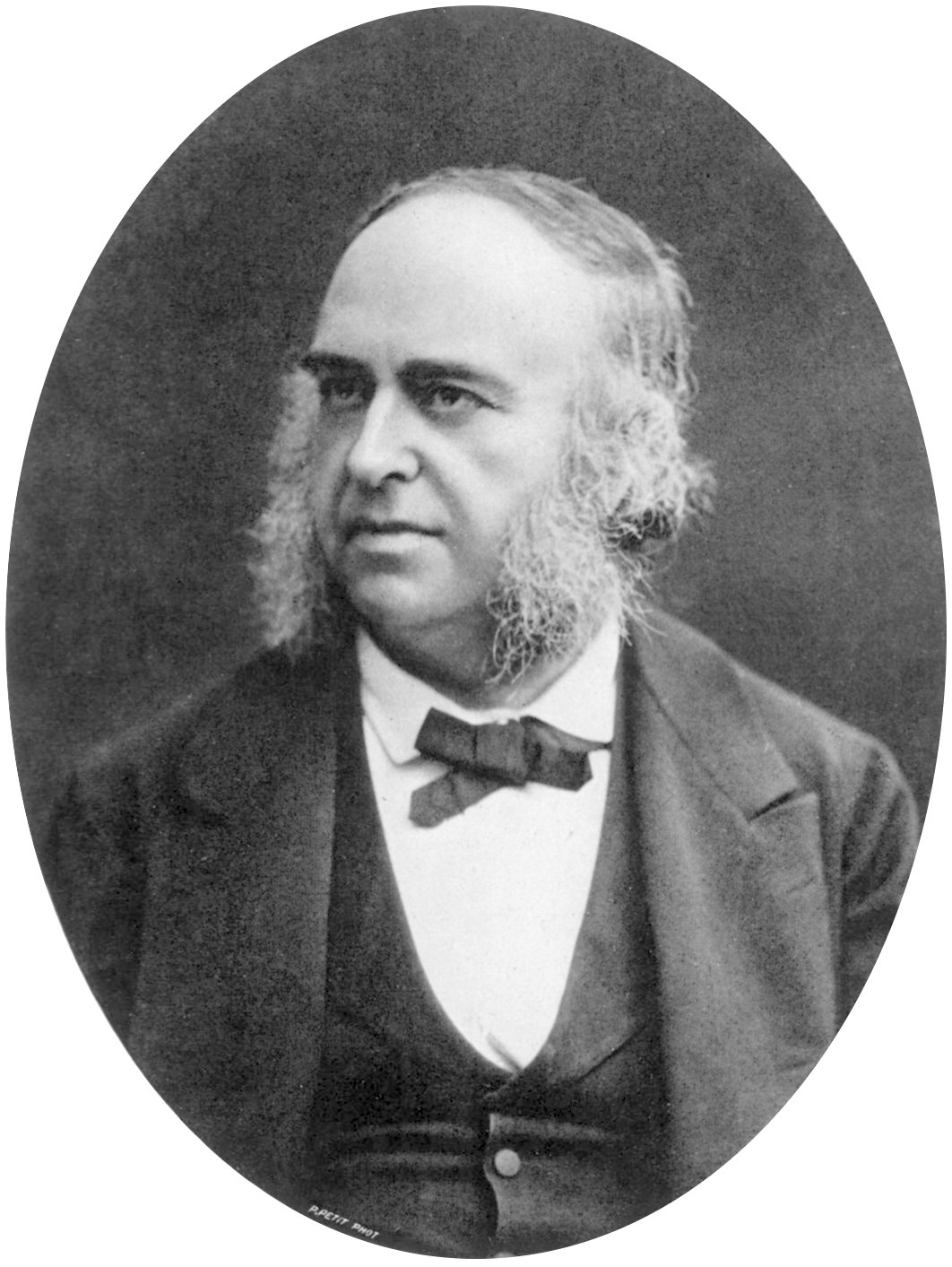
Paul Broca, cirka 1860.

Redan på mitten av 1800-talet fick neuropsykologin ett uppsving. På 1860-talet beskrev nämligen Paul Broca ett samband mellan psykisk störning och en skada inom en avgränsad del av hjärnan. Broca fann att en skada i vänster pannlob orsakade en språkstörning som innebar att patienten hade svårigheter att uttala ord. Patienten kunde förstå vad som sades men förmådde inte uttrycka sig begripligt.
I och med detta upptäckte man möjligheterna att systematiskt studera hur människor drabbas psykologiskt av spontana hjärnskador. Under de kommande årtiondena kom många forskare att ägna sig åt att studera relationen mellan intellektuella störningar och hjärnskador. Undersökningar av hjärnskadade patienters intellektuella och beteendemässiga störningar gav en inblick i människans mest komplexa neuropsykologiska system. Patientstudier slog fast att de psykiska och beteendemässiga rubbningarnas karaktär berodde på skadornas utbredning i hjärnan.
Kring år 1900 började man intressera sig för hur språket kan påverkas av hjärnskador, så kallad afasilära. De kliniska studierna visade att språkliga färdigheter organiseras av den vänstra hjärnhalvan. Efterhand kunde man kartlägga afasivarianterna och språkets olika delkomponenter neuronalt så pass bra att afasiläran som utvecklades på 1900-talet idag utgör kärnan för diagnostiken vid språkrubbningar orsakade av hjärnskador. 1900-talet blev en gyllene epok inom neuropsykologin och allt fler psykologiska funktioner kopplades till speciella områden i hjärnan. Studier av traumatiska hjärnskador gjordes under första och andra världskriget av bland andra Alexander Luria som erbjöd ytterligare kunskap. Utan hjärnskador som spontant drabbar människor är det troligt att den neuropsykologiska kunskapsutvecklingen troligen haft en djurexperimentell karaktär från början. Däremot skiljer sig människans intellektuella kapacitet betydligt från djurets. Trots utvecklingen av nya metoder inom neuropsykologin har spontana hjärnskador förblivit neuropsykologins främsta kunskapskälla.
Under 1980-talet växte en ny gren av neuropsykologi fram, kognitiv neuropsykologi. Inom kognitiv neuropsykologi använder man metoder och teorier som är utvecklade inom den kognitiva psykologin när man studerar hjärnskador.

### Nutid
Moderna neuropsykologiska teorier, till exempel den ovan nämnde Alexander Lurias dynamiska lokalisationsteori, innebär en kompromiss av två tidigare teorier om hur hjärnans funktion utvecklas. Den ena av dessa tidigare teorier menade att mentala förmågor var lokaliserade till avgränsade delar av hjärnan, medan den andra teorin såg hjärnan som en funktionell helhet. Moderna teorier anser alltså att mentala funktioner, som språk, minne eller planeringsförmåga, är produkter av samverkan mellan olika hjärnområden, där varje hjärnområde har en delfunktion. På senare år har man med hjälp av avancerade metoder kunnat visa att hjärnans sätt att arbeta är mer komplext än innan. Exempelvis har man kunnat se att hjärnan kan bearbeta information parallellt i olika delar av hjärnan samtidigt.

## Metoder
Sedan 1970-talet har de neuropsykologiska metoderna genomgått en snabb utveckling. Sedan 1930-talet har man kunnat registrera hjärnans elektriska aktivitet med hjälp av EEG. När man tidigare studerade effekterna av olika hjärnskador eller hjärnsjukdomar kunde skadans lokalisation dock vanligtvis inte fastställas förrän vid en obduktion. Idag finns en hel del metoder för att fastställa en hjärnskadas lokalisation på levande människor och utan att patienten tar skada av undersökningen. Med hjälp av datortomografi och magnetkamera kan hjärnskadans lokalisation och natur fastställas med stor precision. Även avancerade tekniker som mäter hjärnans blodflöde och ämnesomsättning har tillkommit. Tack vare dessa tekniker kan man analysera hjärnan i detalj för att ta reda på vilka delar av hjärnan som förändrar sin aktivitet vid olika former av psykisk aktivitet. Detta ger oss kunskap om vilka hjärnområden som ligger bakom våra mentala förmågor. Utvecklingen av neuropsykologiska metoder och test är också viktigt för att kunna se på vilket sätt en hjärnskada eller sjukdom stör aktiviteten i andra delar av hjärnan, då individuella funktionsnedsättningar inte alltid kan avgöras genom var en skada är lokaliserad.

## Neuropsykolog
Neuropsykologer är specialiserade psykologer som arbetar med behandling och med neuropsykologisk utredning, det vill säga diagnosticering och kartläggning av kognitiva funktioner. En neuropsykolog är specialister på att analysera störningar av intellektuella, känslomässiga och personlighetsmässiga funktioner. Med hjälp av neuropsykologiska metoder kan man fastställa vilka funktionella system och vilka delfunktioner som har påverkats av en eventuell hjärnskada. Utifrån resultaten av en neuropsykologisk utredning kan neuropsykologen tala om vilka förmågor som är intakta. Denna information är viktig vid patientens rehabilitering.

## Neuropsykologisk behandling
Den mänskliga hjärnan är mycket komplex och innefattar komplexa neuropsykologiska system. Det förekommer också stora individuella variationer såväl vad gäller hjärnans uppbyggnad och arbetssätt som hur den kommer till användning under individens liv. Det är därför viktigt att neuropsykologisk behandling baseras på omsorgsfulla undersökningar av patientens neuropsykologiska svårigheter och kartläggningar av återstående resurser. Detta innebär att man alltså måste veta vilka områden hjärnskadan eller sjukdomen har påverkat och på så sätt veta vilka system som påverkats samt vilka förmågor som är intakta. Därför krävs förståelse för de neuropsykologiska systemen samt den stora variationen av reaktioner som en hjärnskada kan leda till. Den kliniska neuropsykologin bygger på kunskaper inom psykologi och neurologi, som man endast kan få genom omfattande och väl förvaltad klinisk erfarenhet. Den handlar även om mänskliga tragedier, och tolkningar av dessa kräver inlevelse och personlig mognad. 
Dessutom är det värt att tillägga att merparten av alla hjärnskadade patienter, främst de äldsta, är så svårt drabbade och har så begränsade psykiska resurser att egentliga rehabiliteringsinsatser inte är aktuella. Många av dem lider av hjärnsjukdomar som orsakar förvärrade sjukdomstillstånd. Det är därför viktigt att insatserna bygger på professionellt bemötande, medmänsklig rådgivning och omvårdnad. Framförallt kräver all neuropsykologisk rådgivning och omvårdnadsinsatser goda kunskaper om patienternas sjukdomstillstånd. Viktigt att komma ihåg är också att behandling av hjärnskadade är en ständigt pågående process.